# Iłowo (stacja kolejowa)
Iłowo – stacja kolejowa w Iłowie-Osadzie, w województwie warmińsko-mazurskim, w Polsce.

## Ruch pasażerski[1]
| Rok  | Wymiana pasażerska na dobę |
| ---- | -------------------------- |
| 2017 | 50-99                      |
| 2018 | 50-99                      |
| 2019 | 50-99                      |
| 2020 | 50-99                      |
| 2021 | 50-99                      |
| 2022 | 100-149                    |
| 2023 | 100-149                    |

## Historia
Linia kolejowa na odcinku Działdowo–Iłowo–Mława została oddana do użytku 1 września 1877 roku. Stacja kolejowa powstała w 1877 roku jako pruska stacja graniczna Kolei Malborsko-Mławskiej, które od strony rosyjskiej połączono z szerokotorową Koleją Nadwiślańską. Stacja kolejowa była wówczas ważnym ośrodkiem przeładunkowym i handlowym.
Główny gmach stacji wraz urzędem celnym i pocztowym oraz inne zabudowania (również zbiornik nafty należący do Nobla) zostały spalone w 1914 roku przez Rosjan (I wojna światowa).
W czasie II wojny światowej hitlerowscy okupanci wykorzystywali rozwiniętą infrastrukturę kolejową Iłowa do przewozu i spedycji towarów. Jednym z "towarów" byli przymusowi robotnicy oraz transporty ludzi do obozów zagłady.
Po wojnie główny ruch towarowy i pasażerski został przeniesiony do pobliskiej Mławy i Działdowa. W Iłowie natomiast rozwinęła się parowozownia obsługująca większość pociągów na trasie Warszawa-Gdańsk.
Zmiany gospodarcze w Polsce po roku 1989 doprowadziły do upadku parowozowni i lokomotywowni. Obecnie stacja kolejowa obsługuje niewiele pociągów. Zatrzymują się tu wyłącznie pociągi osobowe Kolei Mazowieckich. Budynek dworca został przekształcony w budynek mieszkalny.
Podczas modernizacji linii kolejowej na trasie Warszawa – Gdynia zmianie uległ przebieg torowiska. Korekta łuku miała na celu podniesienie prędkości pociągów (choć wśród niektórych mieszkańców miejscowości istnieje także pogląd, że zmiana przebiegu torowiska była wynikiem błędu projektanta). Zlikwidowano także przejście nadziemne, powstał przystanek kolejowy, nowe perony i wiaty. Zabytkową lokomotywę parową Ty45-205 przeniesiono na drugą stronę ulicy za strażnicę kolejową. W dalszej kolejności wzniesiono wiadukt nad torowiskiem i peronami, zamykając dla ruchu kołowego i pieszego dotychczasowy przejazd kolejowy.

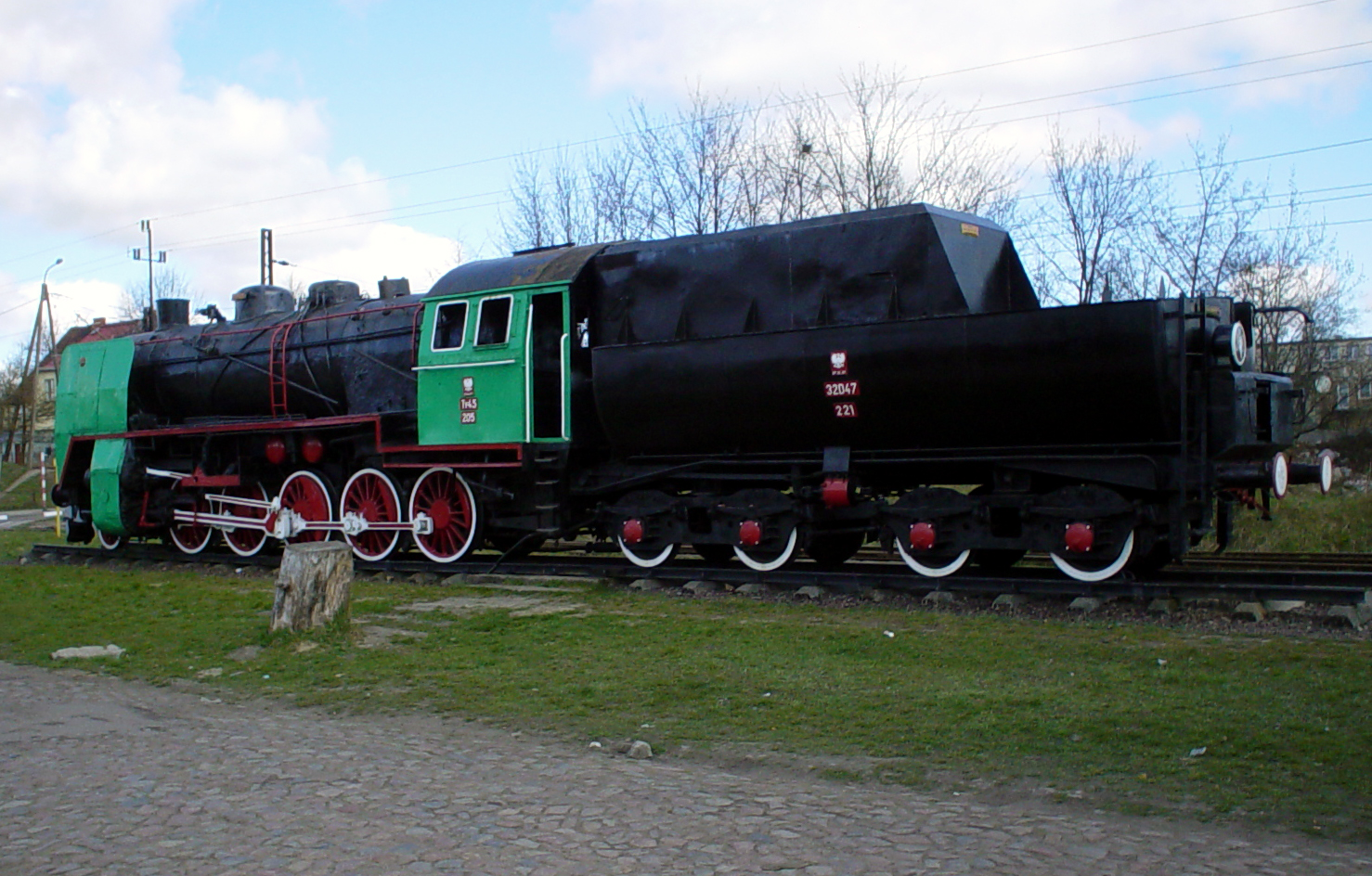
Lokomotywa Ty45 – eksponat przy stacji kolejowej